# Ivinhema FC
Az Ivinhema Futebol Clube labdarúgó csapatát 2006-ban hozták létre Ivinhema városában. Brazília Mato Grosso do Sul államának első osztályú bajnokságában szerepel.

## Sikerlista

### Állami
- 1-szeres Sul-Mato-Grossense bajnok: 2008

## Játékoskeret
| # |     | Poszt | Név             |
| - | --- | ----- | --------------- |
|   | BRA | K     | Paulo Vitor     |
|   | BRA | V     | Jadson          |
|   | BRA | V     | Diego Santos    |
|   | BRA | V     | Jaime           |
|   | BRA | KP    | Lucas Tocantins |
|   | BRA | KP    | Julio           |
|   | BRA | KP    | Joel            |
|   | BRA | KP    | Agnaldo         |
|   | BRA | KP    | Igor Pimentel   |
|   | BRA | CS    | Pedro Rodrigues |
|   | BRA | CS    | Felipe Augusto  |
|   | BRA | CS    | Élton           |
|   | BRA | CS    | Carlos Júnior   |